# Maria Antonella Barucci
| 3362 Khufu   | 30 agosto 1984 |
| 3752 Camillo | 15 agosto 1985 |

Maria Antonella Barucci (...) è un'astronoma italiana.
Ha lavorato all'Istituto Spaziale di Astrofisica a Roma e successivamente all'osservatorio di Meudon. Ha partecipato al progetto della sonda Rosetta.
Il Minor Planet Center le accredita la scoperta di tre asteroidi, effettuate tra il 1984 e il 1985, in parte in collaborazione con Eleanor Francis Helin e Roy Scott Dunbar.
Le è stato dedicato l'asteroide 3485 Barucci.
Fa parte dell'Unione Astronomica Internazionale .